# 台湾木蓝
台湾木蓝（学名：Indigofera taiwaniana）为豆科木蓝属下的一个种。

## 扩展阅读
- 維基物種上的相關：台湾木蓝